# Waverly (Tennessee)
Waverly is een plaats (city) in de Amerikaanse staat Tennessee, en valt bestuurlijk gezien onder Humphreys County.

## Demografie
Bij de volkstelling in 2000 werd het aantal inwoners vastgesteld op 4028.
In 2006 is het aantal inwoners door het United States Census Bureau geschat op 4193, een stijging van 165 (4,1%).

## Geografie
Volgens het United States Census Bureau beslaat de plaats een oppervlakte van
21,0 km², geheel bestaande uit land. Waverly ligt op ongeveer 211 m boven zeeniveau.

## Plaatsen in de nabije omgeving
De onderstaande figuur toont nabijgelegen plaatsen in een straal van 28 km rond Waverly.